# Puerto Rico Open 1991
Il Puerto Rico Open 1991 è stato un torneo di tennis giocato sul cemento. È stata la 9ª edizione del torneo, che fa parte della categoria Tier IV nell'ambito del WTA Tour 1991. Si è giocato a San Juan, in Porto Rico, dal 21 al 27 ottobre 1991.

## Campionesse

### Singolare
Julie Halard ha battuto in finale  Amanda Coetzer con il punteggio di 7–5, 7–5

### Doppio
Rika Hiraki /  Florencia Labat hanno battuto in finale  Sabine Appelmans /  Camille Benjamin con il punteggio di 6–3, 6–3